# 「博多町家」ふるさと館
「博多町家」ふるさと館（はかたまちやふるさとかん）は、福岡県福岡市博多区冷泉町にある体験型学習施設。

## 概要
当施設は明治中期に博多織織元の住居兼工房として利用されていた施設を櫛田神社にほど近い櫛田裁縫学校跡地に移設したものであり、「町家棟」「みやげ処」「展示棟」の3棟から構成されている。
館内では博多織や博多人形など博多の伝統工芸品の制作実演および機織り・絵付け等の体験が行われているほか、明治・大正時代の博多の文化、人々の生活などを紹介している。また、「みやげ処」ではその名の通り博多銘菓などの土産物を多数販売している。
館長を務めるのは漫画家の長谷川法世。なお、当施設の中で中央の「町家棟」は「旧三浦家住宅」として福岡市指定文化財としての扱いを受けている（三浦家は前述の博多織織元）、長谷川は三浦氏とは小学校時代の同級生であったことを明かしている。
- ウィキメディア・コモンズには、旧三浦家住宅に関するカテゴリがあります。
- ウィキメディア・コモンズには、旧三浦家住宅の内部に関するカテゴリがあります。
- ウィキメディア・コモンズには、旧三浦家住宅の外構に関するカテゴリがあります。

## 利用情報
- 所在地

福岡県福岡市博多区冷泉町6番10号
- 入館料

一般：200円、中学生以下：無料
- 開館時間

5月〜10月：9時00分 - 17時00分
11月〜4月：10時00分 - 18時00分
- 休館日

月に1回（不定期）、年末年始（12月29日〜1月3日）

## 交通アクセス
- 福岡市地下鉄空港線 祇園駅または七隈線櫛田神社前駅下車、徒歩で約4–6分。
- 西鉄バス「キャナルシティ博多前」停留所下車、徒歩で約5分（約0.5km）。
- マイカーの場合、福岡高速道路環状線 呉服町出入口から3分（約1.3km）。
- 近隣に有料駐車場有り